# Apolonia Sokol
Pour les articles homonymes, voir Sokol.
Apolonia Sokol (née en 1988 à Paris) est une peintre figurative française. 
Son approche autobiographique de la peinture, utilisant l'art du portrait comme outil d'autonomisation politique dans des peintures inspirées des canons de l'histoire de l'art, lui permet d'aborder les questions liées au féminisme et à la culture queer,.

## Biographie

### Jeunesse et formation
Apolonia Sokol naît en 1988 à Paris, avec des origines polonaise et française. Elle grandit en France — à Paris dans le quartier de Château Rouge au sein du théâtre Le Lavoir Moderne, tenu par ses parents — et au Danemark.
Elle obtient une maîtrise aux Beaux-Arts de Paris, après quoi elle déménage à New York où elle travaille dans l'atelier de Dan Colen (en). Elle s'installe ensuite à Los Angeles, où elle est payée par un mécène pour produire des tableaux.[réf. nécessaire]

### Distinctions
À son retour en Europe, elle est nommée au prix Révélations Emerige en 2018 et remporte le prix Antoine Marin en 2019.
En 2020, elle est lauréate de l'Académie de France à Rome et obtient une résidence à la Villa Médicis pour 2020-2021.

## Œuvre
Apolonia Sokol compte parmi les figures marquantes de la nouvelle peinture française selon de multiples critiques,. Réfléchissant sur la représentation des genres à travers l'histoire du corps et sur la politique corporelle, sa peinture se caractérise par sa relation étroite et son intimité avec les modèles qu'elle peint. Elle représente souvent ses amis, amants et collaborateurs comme des icônes d'une subjectivité radicale liée par des parentés alternatives et une idée de « famille choisie ».
Le critique d'art Richard Leydier note dans Artpress la théâtralité de l'espace dans ses tableaux où les femmes représentées « habitent un espace insolite qui les contient dans une géométrie fermée et anguleuse. [...] L'icône établit la relation entre le fond et le sujet, de sorte qu'elle est une métaphore de la façon dont une figure est transplantée dans un lieu, un décor ou un pays. »
Si Apolonia Sokol fait référence à l'influence d'artistes telles que Suzanne Valadon, Alice Neel, Chantal Joffe (en) et Tracey Emin, elle aborde également à travers son travail l'omission des femmes dans l'histoire de l'art, en réhabilitant des figures historiques comme Artemisia Gentileschi ou Elisabetta Sirani dans des interprétations contemporaines de leurs œuvres, en s'appropriant et en inversant des éléments iconographiques de peintures célèbres telles que Le Printemps de Boticelli.

## Expositions
De retour à Paris, en 2016, son travail est exposé à Copenhague à la galerie Andersens’s Contemporary, puis à Istanbul à la galerie The Pill en 2018.
Elle participe à plusieurs expositions collectives et de projets institutionnels, tels que « Tainted Love », exposition inaugurale du Confort moderne (2017) ; « Peindre, dit-elle » au musée des Beaux-Arts de Dole (2017) ; « Mademoiselle » au Crac Occitanie (2018) ; « Aux sources des années 1980 », au musée de l'abbaye Sainte-Croix (Les Sables-d'Olonne, 2019) ; « Tainted Love / Club Edit » à la Villa Arson (2019) ; « Women Painting Women » au musée d'Art moderne de Fort Worth (Texas, 2022) ; « Femmes et changement » au musée d'art moderne Arken, à Copenhague (2022) ; « Immortelle. Vitalité de la jeune peinture figurative française » et « Possédé » (2023) au MO.CO. à Montpellier ; « She - Classicità » à l'Institut Polana à Varsovie (2021) et « Entre tes yeux et les images que j'y vois (A Sentimental Choice) » à la fondation Pernod Ricard à Paris (2022).
En 2023, une grande exposition personnelle lui est consacrée au musée d'art moderne Arken à Copenhague.

## Filmographie
En 2022, Danish Contemporary et HBO Max coproduisent le documentaire Apolonia, Apolonia réalisé par Lea Glob, qui a suivi la vie et la carrière de l'artiste pendant quatorze ans,,,, montrant son évolution personnelle et professionnelle.
En 2024, elle est incarnée par Noée Abita dans le film Oxana,.